# さよなら!アローン会
「さよなら!アローン会」（さよなら!アローンかい）はNHK総合テレビジョンで2019年から不定期で放送されているトークバラエティ番組である。

## 放送リスト
- 第1回 2019年5月4日
- 第2回 2019年12月24日

## 出演者
アローン会
- 今田耕司
- 岡村隆史（ナインティナイン）
- 徳井義実（チュートリアル）- 第1回のみでの出演[1]
- 又吉直樹（ピース）